# 77
77 је била проста година.

## Догађаји
- Гнеј Јулије Агрикола је именован гувернером Британије, а на овој позицији ће остати до 84. године. Под његовом командом римски утицај се шири на север према ушћу реке Клајд (у данашњој Шкотској), а Римљани интензивно граде утврђења.
- Каледонска племена у данашњој Шкотској стварају конфедерацију ставивши 30.000 ратника на располагање Калгаку.
- Агрикола шаље римски ескадрон како би извидео север Шкотске; том приликом Римљани откривају Оркнијска и Шетландска острва.